# Mistrzostwa Świata w Lekkoatletyce 1987 – pchnięcie kulą kobiet

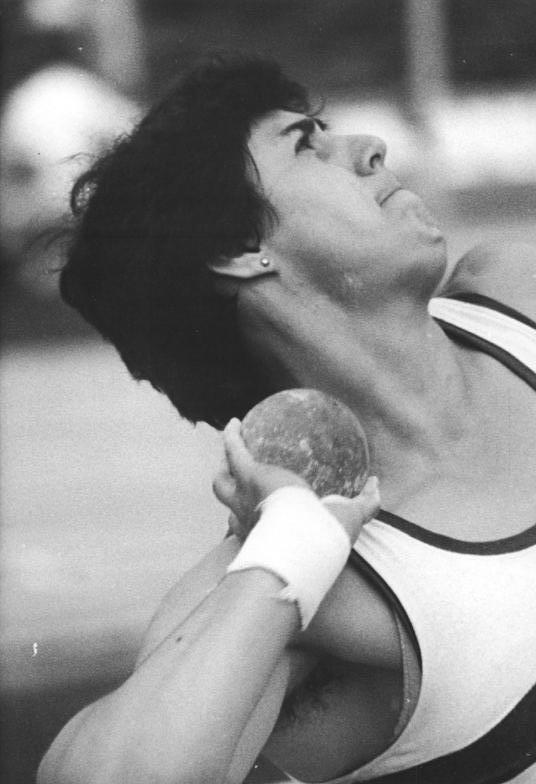
Brązowa medalistka Ines Müller

Pchnięcie kulą kobiet – jedna z konkurencji technicznych rozgrywanych podczas lekkoatletycznych mistrzostw świata w 1987 na Stadionie Olimpijskim w Rzymie.
Zwyciężczynią została Natalja Lisowska ze Związku Radzieckiego. Tytułu zdobytego na poprzednich mistrzostwach nie obroniła Helena Fibingerová z Czechosłowacji, która tym razem zajęła 8. miejsce w finale.

## Terminarz
| Data       |              |
| ---------- | ------------ |
| 4 września | Kwalifikacje |
| 5 września | Finał        |

## Rekordy
|                          | Zawodniczka        | Wynik | Miejsce  | Data                  |
| ------------------------ | ------------------ | ----- | -------- | --------------------- |
| Rekord świata            | Natalja Lisowska   | 22,63 | Moskwa   | 7 czerwca 1987(dts)   |
| Rekord mistrzostw świata | Helena Fibingerová | 21,05 | Helsinki | 12 sierpnia 1983(dts) |

## Wyniki

### Kwalifikacje
Zawodniczki startowały w dwóch grupach. Minimum kwalifikacyjne wynosiło 19,00 m. Do finału awansowały miotaczki, które uzyskały minimum (Q) lub 12 zawodniczek z najlepszymi wynikami (q).
| Pozycja | Grupa | Zawodniczka         | Państwo           | Wynik | Uwagi |
| ------- | ----- | ------------------- | ----------------- | ----- | ----- |
| 1       | B     | Helena Fibingerová  | Czechosłowacja    | 20,40 | Q     |
| 2       | A     | Kathrin Neimke      | NRD               | 20,26 | Q     |
| 3       | B     | Ines Müller         | NRD               | 19,96 | Q     |
| 4       | A     | Claudia Losch       | RFN               | 19,73 | Q     |
| 5       | B     | Stephanie Storp     | RFN               | 19,64 | Q     |
| 6       | A     | Li Meisu            | Chiny             | 19,47 | Q     |
| 7       | A     | Heike Hartwig       | NRD               | 19,35 | Q     |
| 8       | B     | Mihaela Loghin      | Rumunia           | 19,27 | Q     |
| 9       | A     | Natalja Lisowska    | ZSRR              | 19,22 | Q     |
| 10      | B     | Natalja Achrimienko | ZSRR              | 19,21 | Q     |
| 11      | B     | Huang Zhihong       | Chiny             | 19,18 | Q     |
| 12      | A     | Soňa Vašíčková      | Czechosłowacja    | 19,09 | Q     |
| 13      | A     | Iris Plotzitzka     | RFN               | 19,08 | Q     |
| 14      | B     | Swetła Mitkowa      | Bułgaria          | 19,07 | Q     |
| 15      | A     | Judy Oakes          | Wielka Brytania   | 18,43 |       |
| 16      | A     | Ramona Pagel        | Stany Zjednoczone | 18,12 |       |
| 17      | A     | Asta Hovi           | Finlandia         | 17,89 |       |
| 18      | B     | Bonnie Dasse        | Stany Zjednoczone | 17,68 |       |
| 19      | B     | Deborah Saint-Phard | Haiti             | 16,54 |       |
| 20      | B     | Melody Torcolacci   | Kanada            | 15,98 |       |

### Finał
| Poz. | Zawodniczka         | Państwo        | #1    | #2    | #3    | #4    | #5    | #6    | Wynik | Uwagi |
| ---- | ------------------- | -------------- | ----- | ----- | ----- | ----- | ----- | ----- | ----- | ----- |
| 01 ! | Natalja Lisowska    | ZSRR           | 20,89 | 20,22 | 21,16 | 20,93 | 21,24 | 20,80 | 21,24 | CR    |
| 02 ! | Kathrin Neimke      | NRD            | 20,32 | 21,21 | 20,12 | 20,53 | 20,59 | x     | 21,21 |       |
| 03 ! | Ines Müller         | NRD            | 20,76 | 20,11 | 20,05 | x     | 19,96 | 20,20 | 20,76 |       |
| 4.   | Claudia Losch       | RFN            | 20,05 | 20,73 | x     | 19,88 | 20,33 | 20,61 | 20,73 |       |
| 5.   | Natalja Achrimienko | ZSRR           | 20,20 | 19,68 | 20,53 | 20,09 | x     | 20,68 | 20,68 |       |
| 6.   | Heike Hartwig       | NRD            | 19,79 | 19,97 | 19,84 | 20,63 | x     | 20,25 | 20,63 |       |
| 7.   | Li Meisu            | Chiny          | 19,95 | 20,00 | 20,09 | 20,43 | 19,98 | 20,14 | 20,43 |       |
| 8.   | Helena Fibingerová  | Czechosłowacja | 19,97 | x     | 19,51 | 20,05 | 20,15 | 20,29 | 20,29 |       |
| 9.   | Swetła Mitkowa      | Bułgaria       |       |       |       |       |       |       | 19,37 |       |
| 10.  | Stephanie Storp     | RFN            |       |       |       |       |       |       | 19,36 |       |
| 11.  | Huang Zhihong       | Chiny          |       |       |       |       |       |       | 19,35 |       |
| 12.  | Iris Plotzitzka     | RFN            |       |       |       |       |       |       | 19,19 |       |
| 13.  | Soňa Vašíčková      | Czechosłowacja |       |       |       |       |       |       | 18,71 |       |
| –    | Mihaela Loghin      | Rumunia        |       |       |       |       |       |       | DNS   |       |